# Młodzieżowe Mistrzostwa CCCF
Młodzieżowe Mistrzostwa CCCF (hiszp. Torneo Juvenil de la CCCF, ang. CCCF Youth Championship) – rozgrywki piłkarskie w Ameryce Środkowej i Karaibach organizowane co dwa lata przez CCCF (hiszp. CCCF - Confederación Centroaméricana y del Caribe de Fútbol) dla zrzeszonych reprezentacji krajowych do lat 20 w latach 1954-1960.

## Historia
Zapoczątkowany został w 1954 roku przez CCCF. W turnieju uczestniczyły młodzieżowe reprezentacje Curaçao, Kostaryki, Gwatemali, Panamy i Salwadoru. Pierwsze rozgrywki zostały rozegrane na stadionach Kostaryki. 5 drużyn systemem kołowym wyłoniły mistrza. Pierwszy turniej wygrała reprezentacja Kostaryki.
W 1961 roku organizacja CCCF połączyła się z NAFC (North American Football Confederation), w wyniku czego została utworzona CONCACAF, która rozpoczęła własne mistrzostwa..

## Finały
| 1954 Szczegóły | Kostaryka | Kostaryka | Panama   | Curaçao   | Gwatemala | 5 |
| 1956 Szczegóły | Salwador  | Salwador  | Curaçao  | Kostaryka | Gwatemala | 5 |
| 1958 Szczegóły | Gwatemala | Gwatemala | Honduras | Kostaryka | Salwador  | 5 |
| 1960 Szczegóły | Honduras  | Kostaryka | Honduras | Panama    | Salwador  | 5 |

## Statystyki
| Lp.  | Drużyna   | Mistrz | Wicemistrz | Lata triumfów |
| ---- | --------- | ------ | ---------- | ------------- |
| 1.   | Kostaryka | 2      | 0          | 1954*, 1960   |
| 2-3. | Salwador  | 1      | 0          | 1956*         |
|      | Gwatemala | 1      | 0          | 1958*         |
| 4.   | Honduras  | 0      | 2          |               |
| 5-6. | Panama    | 0      | 1          |               |
|      | Curaçao   | 0      | 1          |               |

* = jako gospodarz.
Terytorium Curaçao oficjalnie przyłączyło się do Antyli Holenderskich 15 grudnia 1954, choć reprezentacja piłki nożnej grała pod nazwą Curaçao do 1958 roku.